# Rallye Monte Carlo 1986

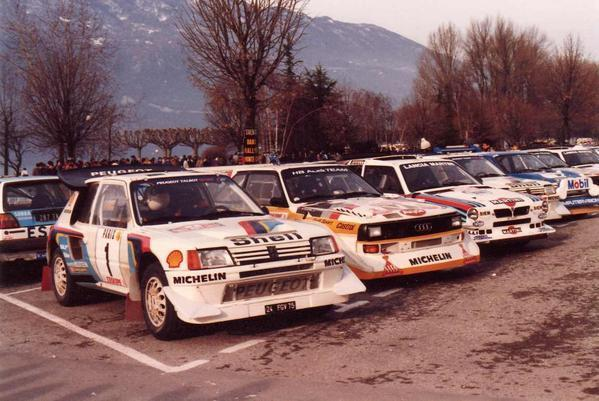
Závodní vozy před startem

Rallye Monte Carlo 1986 (Oficiálně 54ème Rallye Automobile de Monte-Carlo) byla úvodní soutěž Mistrovství světa v rallye 1986. Rallye začínala hvězdicovou jízdou a celkově měla délku 3984 km a 36 rychlostních zkoušek o délce 867 km. Na startu bylo 156 posádek, ale do cíle jich dojelo jen 65.
Tým Audi představil nový speciální vůz Audi Sport Quattro S1, které řídili Walter Röhrl a Hannu Mikkola. Peugeot startoval se třemi vozy Peugeot 205 Turbo 16 E2 ve kterých startovaly Timo Salonen, Juha Kankkunen a Bruno Saby. S tovární podporou jela i Michele Mouton. Se třemi vozy nastoupila i Lancia, která měla tři speciály Lancia Delta S4, se kterými startovali Markku Alen, Henri Toivonen a Miki Biasion. Startoval i tým MG se dvěma vozy MG Metro 6R4, které řídili Tony Pond a Malcolm Wilson. Nově se představil tým Citroën s vozy Citroën BX 4TC, které řídili Philippe Wambergue a Jean Claude Andruet. Kromě toho startovali soukromníci s vozy Lancia 037 Rally nebo Opel Manta 400. V kategorii A startovaly tovární nebo polotovární týmy Renault, Volkswagen, Mazda, Fiat a Alfa Romeo.

## Průběh závodu

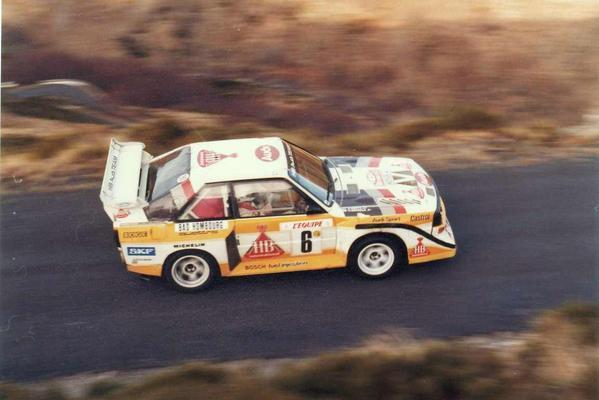
Hannu Mikkola

Hned odpočátku měl problémy Röhrl, kterému nefungoval správně motor a postihlo ho několik defektů. Bez problému jel Mikkola, který nakonec skončil třetí. V Peugeoty měli technické problémy Kankkunen a Saby. Pond odstoupil na sedmém a Wilson na dvanáctém testu. Další průběh soutěže se tak odehrával bez automobilky MG. Příliš se nedařilo ani vozům Citroën. Wambergue měl problémy s motorem a Andruet havaroval. Také jezdci Lancie měly problémy když elektronika zdržela Alena, kterému pak zhasl motor. Biasion vyhrál první test, ale později havaroval. Dařilo se Toivonenovi, který v soutěži vedl, ale pak do něj narazil na přejezdu civilní vůz. Lancii však tým opraví a Toivonen se propadne až v další zkoušce kvůli špatným pneumatikám a dostává se před něj Salonen. Ale opět kvůli volbě pneumatik se Salonen propadá. Henri Toivonen tak vítězí na Monte Carlu přesně 20 let po svém otci. Ve skupině A vyhrál Alain Oreille s vozem Renault 11 Turbo a nechal za sebou dva tovární vozy Volkswagen Golf II GTI, které řídili Kenneth Eriksson a Franz Wittmann.

## Výsledky
1. Toivonen, Henri - Lancia Delta S4 - 10:11:24
2. Salonen, Timo - Peugeot 205 Turbo 16 E2 - +4:04
3. Mikkola, Hannu - Audi quattro Sport S1 - +7:22
4. Rohrl, Walter - Audi quattro Sport S1 - +9:35
5. Kankkunen, Juha - Peugeot 205 Turbo 16 E2 - +28:23
6. Saby, Bruno - Peugeot 205 Turbo 16 E2 - +34:30
7. Servia, Salvador - Lancia Rally 037 - +47:08
8. Oreille, Alain - Renault 11 Turbo - +1:12:23
9. Eriksson, Kenneth - Volkswagen Golf GTi - +1:15:32
10. Wittman, Franz - Volkswagen Golf GTi - +1:20:44